# Conjunt d'habitatges al carrer Sant Francesc, 23-43 (Vic)
El Conjunt d'habitatges al carrer Sant Francesc, 23-43 és una obra de Vic (Osona) inclosa a l'Inventari del Patrimoni Arquitectònic de Catalunya.

## Descripció
Conjunt d'edificis civils. Són quatre cases entre mitgeres, cobertes al mateix nivell amb coll de biga que separa cada tram. Consten de planta baixa i dos pisos. A la planta s'obren grossos portals, un d'ells reformat (núm. 39), una sola finestra al primer pis i una de més petita al segon.
El carener és paral·lel a la façana i el voladís de la teulada sobre els colls de biga no és gaire ampli.
L'estat de conservació es va fent més precari a mesura que augmenta el núm. de la casa, però en les més abandonades és on millor s'aprecia el valor constructiu tradicional.

## Història
Segurament l'origen d'aquestes cases prové dels segles xvii i principis del xviii, amb lleugeres reformes.
És segurament el grup de cases més primitiu construït fora muralla durant els segles xvii i xviii.
L'origen del carrer és molt anterior, ja que fou l'antiga via que comunicava la ciutat amb el camí de Barcelona fins que al segle xiii Jaume I va canviar l'itinerari pel c/ Sant Pere.
Al segle xvi, a l'extrem del carrer es construí la clausura del morbo, al segle xvii s'hi bastí el baluard defensiu. A mitjans de segle xix s'hi construí l'església del Roser i el 1863 un gran aiguat assolà la ciutat i devastà gran part dels edificis del carrer. Amb la construcció del nou pont sobre el riu a mitjans del segle xx, la zona començà a créixer.
Els edificis nº 43 i 45 del Carrer de Sant Francesc s'han enderrocat.